# Finale de la Coupe d'Angleterre de football 2024-2025
La finale de la Coupe d'Angleterre 2024-2025 est la 158e finale de la Coupe d'Angleterre. La finale a lieu le 17 mai 2025 au Stade de Wembley, à Londres.
La rencontre oppose deux clubs de première division : Crystal Palace et Manchester City,.
Le vainqueur se qualifie pour la phase de championnat de la Ligue Europa 2025-2026, s'il ne se qualifie pas pour la Ligue des champions via le championnat et pour le Community Shield 2025.

## Équipes
| Équipe          | Précédentes apparitions en finale (en gras celles remportées)                     |
| --------------- | --------------------------------------------------------------------------------- |
| Crystal Palace  | 2 (1990, 2016)                                                                    |
| Manchester City | 13 (1904, 1926, 1933, 1934, 1955, 1956, 1969, 1981, 2011, 2013, 2019, 2023, 2024) |

## Parcours des finalistes
| Crystal Palace   | Crystal Palace | Tour             | Manchester City   | Manchester City |
| ---------------- | -------------- | ---------------- | ----------------- | --------------- |
| Adversaire       | Résultat       | Phase de groupes | Adversaire        | Résultat        |
| Stockport County | (D) 1 - 0      | 32es de finale   | Salford City      | (D) 8 - 0       |
| Doncaster Rovers | (E) 2 - 0      | 16es de finale   | Leyton Orient     | (E) 2 - 1       |
| Millwall FC      | (D) 3 - 1      | 8es de finale    | Plymouth Argyle   | (D) 3 - 1       |
| Fulham FC        | (E) 3 - 0      | Quarts de finale | AFC Bournemouth   | (E) 2 - 1       |
| Aston Villa      | (D) 3 - 0      | Demi-finales     | Nottingham Forest | (E) 2 - 0       |

## Match
| Crystal Palace · |                      |     |
| Titulaires :     |                      |     |
|                  |                      |     |
| 01               | Dean Henderson       |     |
| 26               | Chris Richards       |     |
| 05               | Maxence Lacroix      |     |
| 06               | Marc Guéhi           | 61e |
| 12               | Daniel Muñoz         |     |
| 03               | Tyrick Mitchell      |     |
| 20               | Adam Wharton         | 87e |
| 10               | Eberechi Eze         |     |
| 18               | Daichi Kamada        | 56e |
| 07               | Ismaïla Sarr         |     |
| 14               | Jean-Philippe Mateta | 78e |
|                  |                      |     |
| Remplaçants :    |                      |     |
| 08               | Jefferson Lerma      | 61e |
| 09               | Eddie Nketiah        | 78e |
| 19               | Will Hughes          | 87e |
|                  |                      |     |
| Entraîneur :     |                      |     |
| Oliver Glasner   |                      |     |

| Manchester City · |                   |     |
| Titulaires :      |                   |     |
|                   |                   |     |
| 18                | Stefan Ortega     |     |
| 24                | Joško Gvardiol    |     |
| 03                | Rúben Dias        |     |
| 25                | Manuel Akanji     |     |
| 20                | Bernardo Silva    | 88e |
| 75                | Nico O'Reilly     |     |
| 17                | Kevin De Bruyne   |     |
| 26                | Savinho           | 76e |
| 11                | Jérémy Doku       |     |
| 09                | Erling Haaland    |     |
| 07                | Omar Marmoush     | 76e |
|                   |                   |     |
| Remplaçants :     |                   |     |
| 47                | Phil Foden        | 76e |
| 30                | Claudio Echeverri | 76e |
| 19                | İlkay Gündoğan    | 88e |
|                   |                   |     |
| Entraîneur :      |                   |     |
| Pep Guardiola     |                   |     |

| Crystal Palace · |                      |     |
| Titulaires :     |                      |     |
|                  |                      |     |
| 01               | Dean Henderson       |     |
| 26               | Chris Richards       |     |
| 05               | Maxence Lacroix      |     |
| 06               | Marc Guéhi           | 61e |
| 12               | Daniel Muñoz         |     |
| 03               | Tyrick Mitchell      |     |
| 20               | Adam Wharton         | 87e |
| 10               | Eberechi Eze         |     |
| 18               | Daichi Kamada        | 56e |
| 07               | Ismaïla Sarr         |     |
| 14               | Jean-Philippe Mateta | 78e |
|                  |                      |     |
| Remplaçants :    |                      |     |
| 08               | Jefferson Lerma      | 61e |
| 09               | Eddie Nketiah        | 78e |
| 19               | Will Hughes          | 87e |
|                  |                      |     |
| Entraîneur :     |                      |     |
| Oliver Glasner   |                      |     |

| Manchester City · |                   |     |
| Titulaires :      |                   |     |
|                   |                   |     |
| 18                | Stefan Ortega     |     |
| 24                | Joško Gvardiol    |     |
| 03                | Rúben Dias        |     |
| 25                | Manuel Akanji     |     |
| 20                | Bernardo Silva    | 88e |
| 75                | Nico O'Reilly     |     |
| 17                | Kevin De Bruyne   |     |
| 26                | Savinho           | 76e |
| 11                | Jérémy Doku       |     |
| 09                | Erling Haaland    |     |
| 07                | Omar Marmoush     | 76e |
|                   |                   |     |
| Remplaçants :     |                   |     |
| 47                | Phil Foden        | 76e |
| 30                | Claudio Echeverri | 76e |
| 19                | İlkay Gündoğan    | 88e |
|                   |                   |     |
| Entraîneur :      |                   |     |
| Pep Guardiola     |                   |     |